# Рекша-Шаготька

Рекша-Шаготька — река в России, протекает в Ярославской области. Исток находится около деревни Дектярка, течёт в основном на север, протекает через деревни Шаготь, Нефедьево, Взглядово, Шестнево, Пестовка. Устье реки находится в 57 км по левому берегу реки Ухры у деревни Рекша. Длина реки — 15 км, площадь её водосборного бассейна — 48,4 км².

## Данные водного реестра
По данным государственного водного реестра России относится к Верхневолжскому бассейновому округу, водохозяйственный участок реки — Рыбинское водохранилище до Рыбинского гидроузла и впадающие в него реки, без рек Молога, Суда и Шексна от истока до Шекснинского гидроузла, речной подбассейн реки — Реки бассейна Рыбинского водохранилища. Речной бассейн реки — (Верхняя) Волга до Куйбышевского водохранилища (без бассейна Оки).
По данным геоинформационной системы водохозяйственного районирования территории РФ, подготовленной Федеральным агентством водных ресурсов:
- Код водного объекта в государственном водном реестре — 08010200412110000010171
- Код по гидрологической изученности (ГИ) — 110001017
- Код бассейна — 08.01.02.004
- Номер тома по ГИ — 10
- Выпуск по ГИ — 0